# Pezdirc
Pezdirc je priimek več znanih Slovencev:
- Dušanka Pezdirc, zgodovinarka policije
- Marjetka Pezdirc, direktorica Zavoda Metlika, dr.
- Mateja Pezdirc Bartol (*1972), literarna zgodovinarka
- Tejka Pezdirc (*1985), kiparka
- Tomaž Pezdirc, DJ, ustanovitelj Radia Terminal
- Vladimir Pezdirc (*1950), industrijski oblikovalec
- Zmago Pezdirc, enigmatik